# Муконин, Василий Федотович
Васи́лий Федо́тович Муко́нин (27 января 1932, Верхний Мамон, Центрально-Чернозёмная область — 25 мая 1990, Москва) — инженер-машиностроитель, лауреат Ленинской премии (1966).

## Биография
Окончил Харьковский политехнический институт (1955). Работал в Москве на Перовском машиностроительном заводе (1955—1957, во Всесоюзном научно-исследовательском проектно-конструкторском институте металлургического машиностроения (с 1957, последняя должность — зав. отделением прокатки деталей).
Лауреат Ленинской премии 1966 года (в составе коллектива) — за научную разработку и внедрение в производство на Челябинском тракторном заводе комплекса оборудования для изготовления крупномодульных зубчатых колес с увеличением производительности труда в 12 раз.
В 1967 году награждён большой золотой медалью ВДНХ СССР.